# Błażej Michalski
Błażej Michalski (ur. 29 października 1987 w Słupsku) – polski aktor.

## Życiorys
W dzieciństwie uczęszczał do kółka teatralnego w miejskim ośrodku kultury w Słupsku. W latach 2005–2006 występował z grupą artystyczną Hej my, gdzie grał w spektaklu 10 przykazań bożych. Ukończył Akademię Sztuk Teatralnych im. Stanisława Wyspiańskiego w Krakowie filia we Wrocławiu. Od 2010 występuje w Teatrze Polskim we Wrocławiu. Popularność przyniosła mu rola Miksera w serialu Pierwsza miłość.

## Filmografia
- 2007: Pierwsza miłość – chłopak w mieszkaniu Aleksandry Sidorczuk
- 2009: Skrucha – ministrant
- 2010-2022: Pierwsza miłość – Mikołaj "Mikser" Serczyński
- 2010-2011: Licencja na wychowanie – Rafał (odc. 71, 73–74, 84, 101)
- 2012-2014: Galeria – Fryderyk Kossowski
- 2013: Świat według Kiepskich – chłopak (odc. 430)
- 2018: Świat według Kiepskich – dziennikarz (odc. 532)
- 2019: W rytmie serca – Mikołaj Maczek, brat Krystyny (odc. 41)
- 2020: Święty – przedstawiciel handlowy (odc. 39)

## Teledyski
- 2013: Moja Planeta – THE FUTURE